# Henry Holbrook Curtis
Henry Holbrook Curtis (* 15. Dezember 1856 in New York City; † 14. Mai 1920 in Wyoming, New York) war ein US-amerikanischer HNO-Arzt. Er wurde unter anderem bekannt als langjähriger Stimmtherapeut an der Metropolitan Opera und Erfinder des Tonographen.

## Leben
Henry Holbrook Curtis war das zweite von sieben Kindern des Richters William Edmond Curtis und der Sängerin Mary Ann Curtis, geb. Scovill. Nachdem er 1877 an der Yale University zum Bachelor der Philosophie (Ph.B.) graduierte, besuchte er die Medical School dieser Universität und schloss das Studium nach drei Jahren erfolgreich ab. Anschließend durchlief er postgraduale Studien in Europa, unter anderem an Kliniken in Wien und Paris, wobei er sich als HNO-Arzt spezialisierte.
Er heiratete am 19. Juni 1884 Josephine Annie Emeline Allen, die aus Brooklyn stammende, am 24. Dezember 1856 geborene Tochter von Hugh Allen, und hatte mit ihr die drei Kinder Marjorie (* 11. November 1888), William Edmond (* 4. Januar 1890; † 13. August 1890) und Henry Holbrook Curtis d. Jüngere (* 6. April 1885; † 25. Januar 1888). Die US-amerikanische Schriftstellerin und Pulitzer-Preis-Trägerin Ellen Glasgow (1874–1945) soll eine ihrer außerehelichen Affären mit ihm gehabt haben (die Identifikation ist jedoch unklar, da der Liebhaber von ihr später lediglich mit dem Pseudonym „Gerald B.“ bezeichnet wurde).

## Leistung

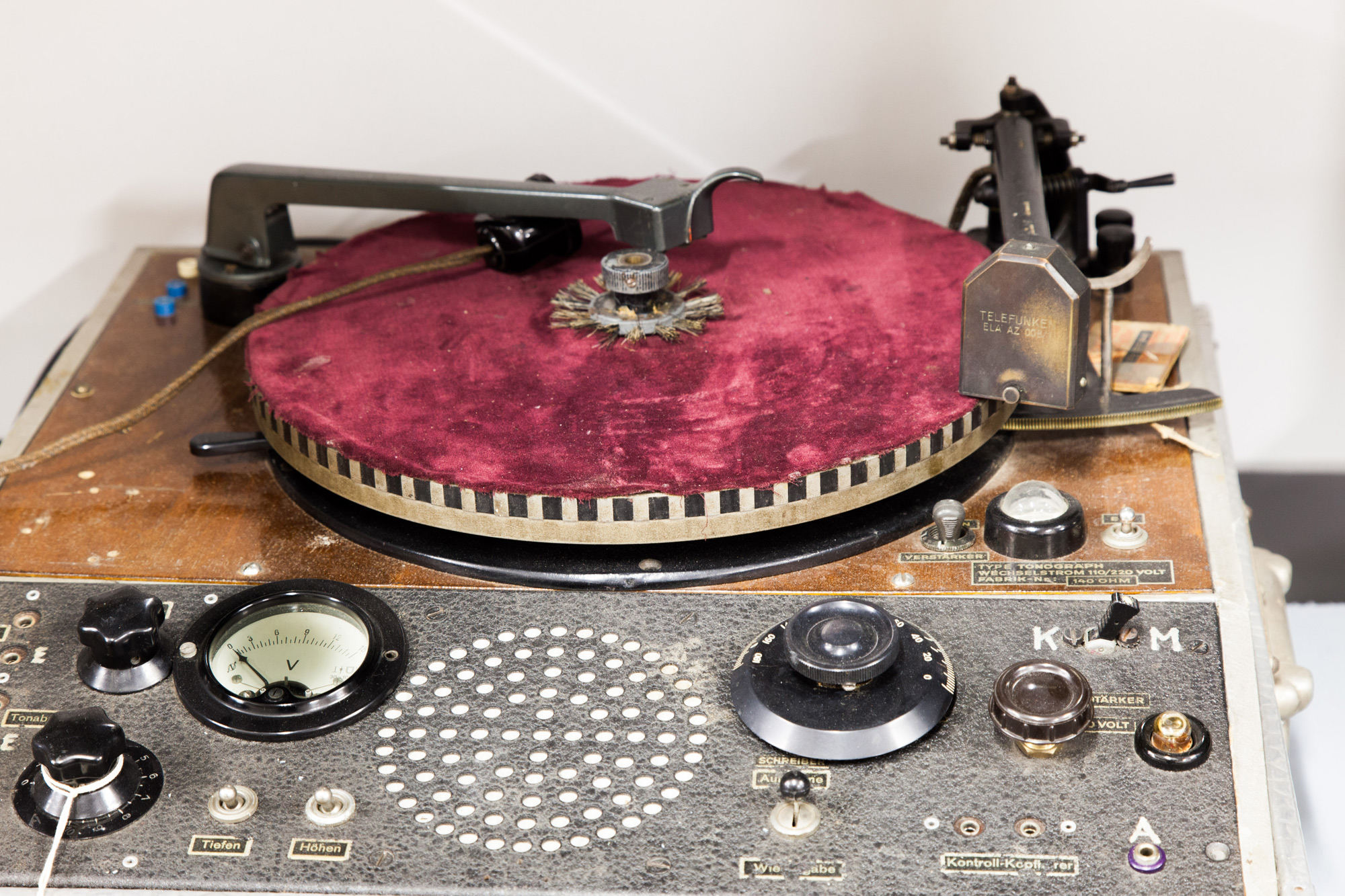
Telefunken Tonograph

Holbrook Curtis war Spezialist auf dem Gebiet der Krankheiten des Rachenraumes und Kehlkopfs und erlangte Bedeutung vor allem in der Stimmtherapie bei Sängern. Er war in dieser Funktion 25 Jahre am Metropolitan Opera House in New York tätig.
Seine Buchveröffentlichung Voice Building and Tone Placing: Showing a New Method of Relieving Injured Vocal Cords by Tone Exercises (Stimmbildung und Tonsetzung: Darstellung einer neuen Methode zur Linderung angegriffener  Stimmbänder mittels Tonübungen) wurde zum Standardwerk und erlebte bis ins 21. Jahrhundert zahlreiche Neuauflagen.
Auf den Erkenntnissen von Ernst Florens Friedrich Chladni über die nach ihm benannten Chladnischen Klangfiguren und das wenige Jahre später (1885) durch Margaret Watts Hughes erfundene Eidophon aufbauend, konstruierte Holbrook Curtis als Verbesserung den sogenannten Tonographen, mit dem diese Klangmuster fotografisch festgehalten werden konnten. Der Apparat bestand aus einer metallischen Röhre, die nach Art eines Hornes nach aufwärts gebogen war und oben einen Schalltrichter trug, auf dem eine Membran gespannt war. Auf dieser wurde ein feines Gemisch von Salz und Schmirgel aufgebracht und gleichmäßig in der Größe eines Kronenstückes ausgebreitet. Wenn nun Töne in die Röhre hineingesungen wurden, bildete das pulvrige Gemisch die bekannten chladnischen Figuren, die mittels neuester fotografischer Technik festgehalten wurden. Holbrook Curtis konnte bei Versuchsreihen mit verschiedenen damals renommierten Sängern zeigen, dass die bei identischen Tonhöhen (also identischen Schwingungen) entstehenden Figuren zwar immer dieselbe typische Figur hervorriefen, durch den individuellen Ausdruck aber unendlich vielfältige Modifikationen erfuhren. In einer im Jahre 1897 erschienenen Aussendung des Patentbüros J. Fischer in Wien hieß es: „Die Bilder können als Modelle für Gesangsübungen dienen, die der Schüler, der in einen gleichgestalteten Apparat singt, durch Bringen desselben Tones, zu erreichen streben muss.“
Holbrook Curtis war einer der schärfsten Gegner der Methode seines Zeitgenossen Manuel Patricio Rodríguez García, der einen gesunden (sanften) Stimmbandschluss („coup de glotte“; sich sofort nach der Einatmung sanft schließende Stimmbänder) als Mittel anwandte, um den Sänger einen Ton mit perfektem Stimmsitz auf jeder Tonhöhe beginnen zu lassen (perfekter Einsatz). Nach Holbrook Curtis' Meinung sei diese Methode „tödlich für die Stimme“ und „ein Verbrechen“. („The shock, or coup de glotte [sic], is death to the voice; it is born of ignorance, and to teach or allow its continuance is a crime. We have no words strong enough to condemn it“ (Voice Building and Tone Placing, 3. Aufl. 1909, S. 159)). Möglicherweise hat Holbrook Curtis diese Methode jedoch mit einem Glottisschlag verwechselt (bei dem die Stimmbänder zunächst mit zu hohem Druck in der Glottis stark zusammengehalten werden, um dann explosionsartig vom Atemdruck auseinandergedrückt zu werden).
Auch gegenüber der Vibrato-Technik beim Gesang äußerte er sich kritisch: „the vibrato is popular among the Latin races, while the Anglo-Saxons will not tolerate it […] no great singer has ever succeeded in securing recognition in the US […] who has attempted to secure his effects with a vibrato quality.“ (das Vibrato ist beliebt bei den Latinos, die Angelsachsen tolerieren es nicht […] keinem großen Sänger ist es je gelungen, in den USA Anerkennung zu erreichen […], der diese Wirkung mit einer Vibratoqualität versucht hat).

## Veröffentlichungen
- Voice Building and Tone Placing: Showing a New Method of Relieving Injured Vocal Cords by Tone Exercises. New York and London: D. Appleton and Company, Erstauflage 1896, zahlreiche Folgeauflagen bis in die 1920er Jahre; OCLC 1443096. Reprint um 1973: Champaign, Ill.: Pro Musica Press (mit Vorwort von Oren L. Brown); Reprint 2007: Eastbourne: Gardners Books (Taschenbuchausgabe: ISBN 978-1-4304-5403-8, Gebundene Ausgabe: ISBN 978-0-548-15885-2)
- Thirty years' experience with singers, New York, 1918, OCLC 38561327; 2. Auflage noch im selben Jahr
- Holbrook Curtis' nasal and adenoid rongeur. Cleveland: E.M. Hessler, 1880 (Bildmaterial; kein sprachlicher Inhalt), OCLC 31347039
- The effects on the vocal cords of improper methods of voice production and their remedy. New York, Edgar S. Werner, 1894, OCLC 31092254
- H. Holbrook Curtis (Hrsg.), E. P. Friedrich (Verf.): Rhinology laryngology and otology: and their significance in general medicine. London und Philadelphia: W. B. Saunders & Co., um 1900